# 短吻鏢鱸
短吻鏢鱸為輻鰭魚綱鱸形目鱸亞目河鱸科的其中一種，分布於美國田納西州的淡水流域，體長可達5.8公分，棲息在植被生長、礫石底質的溪流、水塘，屬肉食性，以水生昆蟲為食。